# Natsukusa ga Jama wo Suru
«Natsukusa ga Jama wo Suru» (夏草が邪魔をする?  "El pasto veraniego me estorba") es el primer extended play del dúo japonés Yorushika. Fue lanzado el 28 de junio de 2017 por U&R Records. El nombre en inglés del EP es «Summer Grass» (pasto veraniego).

## Lanzamiento
Este es el primer lanzamiento de n-buna y suis como Yorushika en Japón. Desde antes de formar Yorushika, desde antes n-buna ya era músico conocido en Japón mediante Niconico, y ha producido dos álbumes en solitario.
El 27 de julio de 2021, cuatro años después del lanzamiento del EP, el video musical de «Itte.» ha superado los 100 millones de reproducciones.

## Posicionamiento en listas
El EP se posicionó en la lista semanal de Oricon el día 10 de julio de 2017. Este fue su mejor posicionamiento en un listado.

## Lista de canciones
Todas las canciones escritas y compuestas por n-buna. 
| CD / Descarga digital |                                                                                                   |          |  |
| N.º                   | Título                                                                                            | Duración |  |
| 1.                    | «Natsukage, Piano wo Hiku» (夏陰、ピアノを弾く; Tocando el piano en una sombra durante el verano) | 1:34     |  |
| 2.                    | «Cattleya» (カトレア)                                                                             | 3:08     |  |
| 3.                    | «Itte.» (言って。; Dilo)                                                                          | 4:02     |  |
| 4.                    | «Ano Natsu ni Sake» (あの夏に咲け; Floreciendo en ese verano)                                     | 4:18     |  |
| 5.                    | «Hikō» (飛行; Vuelo libre)                                                                        | 1:30     |  |
| 6.                    | «Kutsu no Hanabi» (靴の花火; Fuegos artificiales bajo mis zapatos)                                | 5:03     |  |
| 7.                    | «Kumo to Yuurei» (雲と幽霊; Las nubes y el fantasma)                                              | 5:15     |  |
| 24:50                 |                                                                                                   |          |  |

| CD bonus exclusivo de Village Vanguard |                                              |          |  |
| N.º                                    | Título                                       | Duración |  |
| 1.                                     | «Itte.» (versión caja de música)             |          |  |
| 2.                                     | «Ano Natsu ni Sake» (versión caja de música) |          |  |
| 3.                                     | «Kutsu no Hanabi» (versión caja de música)   |          |  |

## Bonus exclusivos de tiendas
- Amazon: Pegatinas originales.

- Tower Records: Insignias de latas originales.

- Village Vanguard: CD limitado de caja de música.